# Juan José Omella Omella
Juan José Omella Omella, född 21 april 1946 i Cretas, Teruel, är en spansk kardinal och ärkebiskop.

## Biografi
Omella studerade filosofi och teologi i Zaragoza, Louvain och Jerusalem och prästvigdes 1970.
År 1996 utnämndes Omella till titulärbiskop av Sasabe och hjälpbiskop av Zaragoza och vigdes den 22 september samma år. År 1999 blev han biskop av Barbastro-Monzón och 2004 biskop av Calahorra y La Calzada-Logroño. År 2015 utnämndes Omella till ärkebiskop av Barcelona.
Den 28 juni 2017 kreerade påve Franciskus Omella till kardinal med Santa Croce in Gerusalemme som titelkyrka. Vid samma tillfälle kreerades även Jean Zerbo, Anders Arborelius, Louis-Marie Ling Mangkhanekhoun och Gregorio Rosa Chávez till kardinaler.